# Sambyeolcho-opstand
De Sambyeolcho-opstand of Sambyeolcho-rebellie (1270-1273) was een opstand tegen de toen regerende Goryeodynastie tegen het eind van de Mongoolse invasies van Korea (1231 - 1270).